# Thanh Tân, Thanh Liêm
Thanh Tân là một xã thuộc huyện Thanh Liêm, tỉnh Hà Nam, Việt Nam.

## Địa lý
Xã có diện tích 16,01 km², dân số năm 1999 là 6.347 người, mật độ dân số đạt 396 người/km².

## Hành chính
Xã Thanh Tân được chia thành 8 thôn: Bạc, Đức Hòa, Kinh Tế Mới Nam Tân, Nam Công, Nham Tràng, Tân Hưng, Tân Lập, Thử Hòa.